# 아나토미
《아나토미》(Anatomie, Anatomy)는 독일에서 제작된 슈테판 루조비츠키 감독의 2000년 공포, 스릴러 영화이다. 프란카 포텐테 등이 주연으로 출연하였고 제이콥 클라우센 등이 제작에 참여하였다. 이 영화는 2000년 가장 수익률이 높은 독일어 영화였다.

## 출연

### 주연
- 프란카 포텐테
- 벤노 퓨어만

### 조연
- 안나 루스
- 세바스티안 블롬베르그
- 홀거 스펙한
- 트라우고트 버레
- 올리버 너크

## 기타
- 의상: 니콜 피쉬놀러
- 배역: 네시 네슬라우어